# ريكو (كولورادو)
ريكو (بالإنجليزية: Rico, Colorado)‏ هي بلدة تقع في مقاطعة دولوريس بولاية كولورادو في الولايات المتحدة. تبلغ مساحتها 2 (كم²)، وترتفع عن سطح البحر 2690 م، بلغ عدد سكانها 205 نسمة في عام 2000 حسب إحصاء مكتب تعداد الولايات المتحدة وتصل الكثافة السكانية فيها 102.5 نسمة/كم2.

## وصلات خارجية
- Town of Rico
- The US50 - Cities and Towns in Colorado State
- Colorado Cities and Towns, Facts, Map, Flag, Colleges, Government, and More